# Młodszy brygadier

Naramiennik młodszego brygadiera

Młodszy brygadier (mł. bryg.) – stopień oficerski w Państwowej Straży Pożarnej. Niższym stopniem jest starszy kapitan, a wyższym brygadier. Odpowiednik stopnia majora w Wojsku Polskim, Straży Granicznej, Służbie Więziennej, Biurze Ochrony Rządu i Agencji Bezpieczeństwa Wewnętrznego. Odpowiednikiem tego stopnia w policji jest podinspektor Policji.